# Paco Lagerstrom
Paco Axel Lagerstrom (* 24. Februar 1914 in Oskarshamn; † 16. Februar 1989 in Pasadena, Kalifornien) war ein schwedisch-US-amerikanischer angewandter Mathematiker, bekannt für Beiträge zur Aerodynamik.

## Leben
Lagerstrom studierte Mathematik an der Universität Stockholm mit dem Kandidaten-Abschluss 1935 sowie dem Lizenziats-Abschluss 1939 und wurde 1942 an der Princeton University bei Salomon Bochner promoviert (Measure and Integral in partially ordered spaces). Er war 1941 bis 1944 Instructor in Princeton und danach Forschungsingenieur bei Douglas Aircraft, wo er sich mit aerodynamischen Problemen befasste. 1946 holte ihn Hans Liepmann ans Guggenheim Aeronautical Laboratory (Galcit) des Caltech. 1952 wurde er Professor für Aeronautik und 1967 Professor für Angewandte Mathematik am Caltech.
1960/61 war er als Guggenheim Gastprofessor an der Sorbonne. Er war auch Berater von TRW Inc. Am Caltech entwickelte er in den 1940er Jahren teilweise mit seinen Doktoranden Julian Cole und Leon Trilling asymptotische und störungstheoretische Entwicklungen der Lösungen der Navier-Stokes-Gleichung für verschiedene Grenzfälle speziell zur Begründung der Grenzschichttheorie. Lagerstrom leitete am Caltech eine Theoretikergruppe, die damals eine führende Stellung in der Entwicklung mathematischer Methoden für die Untersuchung von transsonischer und Überschallströmung hatte, im damals beginnenden Jet- und Raketenzeitalter ein wichtiger Bereich der angewandten Mathematik.
Zu seinen Doktoranden zählen Julian Cole, Athanassios S. Fokas, Theodore Yao-Tsu Wu, Leon Trilling, Pieter Wesseling, Saul Kaplun.

## Schriften (Auswahl)
- Fluid Mechanics and Singular Perturbations. A Collection of Papers. Academic Press, New York 1967.
- Laminar Flow Theory. University Press, Princeton, N.J. 1996, ISBN 0-691-02598-3.
- Matched Asymptotic Expansions. Ideas And Techniques (Applied Mathematical Sciences; Bd. 76). Springer Verlag, Berlin 1988, ISBN 3-540-96811-3.